# Mišo Brečko
Mišo Brečko, (nascut l'1 de maig de 1984) és un futbolista eslovè, que es juga com a defensor al club alemany 1. FC Nürnberg i a l'equip nacional d'Eslovènia.

## Trajectòria
Nascut a Trbovlje, va començar la seva carrera als equips juvenils del NK Rudar Trbovlje. Durant el seu temps a l'escola secundària, va jugar alguns partits amb el Factor Ljubljana, de la 3a divisió eslovena. La temporada 2003/04 va fer 21 aparicions amb el NK Šmartno 1928 a la 1a divisió. El juliol de 2004 es va incorporar al Hamburger SV. Va jugar 7 partits en la seva primera temporada. A la temporada 2005/06 va ser cedit al Hansa Rostock. La següent temporada (2006/07) va ser cedit al FC Erzgebirge Aue. Després de dues exitoses temporades a 2. Fußball-Bundesliga, va jugar 14 partits per al HSV durant la temporada 2007/08. Es va unir a l'1. FC Köln en una transferència lliure a l'estiu de 2008, signant un contracte de tres anys. El 2010, el contracte es va ampliar fins al 2013.

### Trajectòria internacional
Inicià la seva experiència internacional en la categoria juvenil, jugant per l'equip eslovè Sub-17, U-19 i sub-21 equips. Va fer 15 aparicions amb la Sots-21. Va fer el seu debut internacional amb l'absoluta en un partit amistós contra Eslovàquia el 17 de novembre de 2004 a Trnava.